# Aubin-Louis Millin de Grandmaison
Aubin-Louis Millin de Grandmaison [ejtsd: milen] (Párizs, 1759. július 19. – Párizs, 1818. augusztus 14.) francia botanikus, mineralógus, könyvtáros, numizmatikus és régész. Az Académie des inscriptions et belles-lettres tagja, a Francia Nemzeti Könyvtár igazgatója 1799/1800-ban.

## Életútja
A nemzeti könyvtárnál nyert alkalmazást. A forradalom alatt kiadta az Almanac républicain című naptárt az 1793. évre, mindamellett később ő is börtönbe került. Kiszabadulása után előbb a közoktatásügyi minisztériumban, azután mint a történelem tanára működött, végül pedig a régiségek és érmek őre lett a nemzeti könyvtárnál. 1807 beutazta Dél-Franciaországot és 1811-13-ban Olaszországot. Különösen a régiségtan terén szerzett magának nagy érdemeket. 
Ő indította meg a Magasin encyclopédiques (Párizs, 1795-1816, 122 kötet), az Annales encyclopédiques (1817-18, 12 kötet); a Dictionnaire des beaux-arts (1806, 3 kötet) és a Monuments antiques inédits-t (1802-1804, 2 kötet). Művei közül megemlítendők: Antiques nationales (1790-98, 5 kötet); Introduction a l'étude des médailles (1796); Peintures des vases antiques (1808-10, 2 kötet) és Galerie mythologique (1811, 2 kötet, németül Partheytől, Lipcse, 1836); Voyage dans les départements du midi de la France (1807-11, 5 kötet) és a Histoire métallique de la révolution française (1806), melyet Millingen folytatott (London, 1818) és melyhez 1822-ben pótlék járult.
1792-ben a Leopoldina Német Természettudományos Akadémia tagjává választották.